# Andrew Luck
Andrew Austen Luck (* 12. září 1989) je hráč amerického fotbalu nastupující na pozici Quarterbacka za tým Indianapolis Colts v National Football League. Luck hrál univerzitní fotbal za Stanfordovu univerzitu, a za své výkony získal ceny Maxwell Award a Walter Camp Award jako americký fotbalista roku. V sezónách 2010 a 2011 se pokaždé umístil jako druhý v prestižní Heisman Trophy a také byl jmenován ofenzivním hráčem roku v konferenci Pac-12. Analyzátor draftu NFL stanice CBS Sports Rob Rang nazval Lucka nejlepším hráčem, kterého kdy skautoval, a noviny Kansas City Star ho umístili na stejnou úroveň jako basketbalistu LeBrona Jamese a baseballistu Bryce Harpera jako "nejnadějnější amatéry ve sportovní historii". Ačkoli mohl být Luck draftován jako jednička již v roce 2011, rozhodl se odehrát ještě jednu sezónu za Stanford. O rok později byl stejně draftován týmem Indianapolis Colts v prvním kole Draftu NFL jako první hráče celkově.

## Mládí a vysoká škola
Andrew se narodil ve Washingtonu Oliveru Luckovi, bývalému Quarterbacku Univerzity Západní Virginie a Houston Oilers, a Kathy Luckové (Wilsonové).
Oliver byl generálním manažerem dvou týmů z World League of American Football předtím, než se stal prezidentem ligy. Andrew tak strávil rané dětství v Londýně, kde navštěvoval The American School in London, a ve Frankfurtu nad Mohanem Je nejstarším ze čtyř dětí, jeho sourozenci jsou Mary Ellen, Emily a Addison, který v současnosti bydlí v Morgantownu ve státě Západní Virginie.
Andrew se vrátil do Texasu poté, co byl otec jmenován Chief executive officer Houston Sports Authority v okrese Harris. V Houstonu navštěvoval Andrew Stratford High School, kde naházel 7 139 yardů pro 53 touchdownů a naběhal dalších 2 085 yardů. Hodnocen jako čtyřhvězdičkový hráč webem Rivals.com byl Luck zvolen čtvrtým nejlepším středoškolským quarterbackem ročníku 2008. Vysoké hodnocení z něj udělalo žádané zboží, hráč sám si nakonec vybral Stanfordovu univerzitu před Northwestern University, Oklahoma State University, Purdue University, Rice University a University of Virginia poté, co ho přesvědčil hlavní trenér Stanfordu Jim Harbaugh.

## Univerzitní kariéra

### Sezóna 2009
Po vynechání sezóny 2008 získává pozici startujícího quarterbacka před Tavitou Pritchardem a stává se tak prvním nováčkem na pozici startujícího quarterbacka po Chadu Hutchinsonovi v roce 1996. V první sezóně dovedl Luck Stanford Cardinals k vítězstvím nad elitními týmy Oregon Ducks a USC Trojans a zajistil týmu účast v Sun Bowlu 2009. V převážně běhově orientované hře postavené na výkonech Tonyho Gerharta naházel Luck 2 575 yardů a 2 929 yardů celkově, což byl pátý nejvyšší výkon v historii Stanfordu. V konferenci Pac-10 stačil jeho passer rating 143,5 na vedení a druhé místo v hodnoceních ofenzív celkově.
Andrew si poranil prst na házecí ruce v posledním utkání základní části sezóny proti Notre Dame, takže se před Sun Bowlem podrobil operaci a do zápasu nezasáhl.

### Sezóna 2010
Luck byl vyhodnocen jako jedením z nejlepších hráčů v lize. Byl jmenován Pac-10 Ofenzivním hráčem roku a vybrán do prvního all-star týmu All Pac-10. Stanford přivedl k bilanci 12-1, čtvrtému místu celkově a vítězství v Orange Bowlu. Poté, co hodil čtyři touchdownové přihrávky při vítězství nad Virginia Tech 40-12 byl jmenován Nejužitečnějším hráčem Orange Bowlu. Luck vedl konferenci druhou sezonu po sobě v úspěšnosti přihrávek (quarterback rating 170,2), poprvé v získaných yardech (3 791), naházených yardech (3 338) a touchdownových přihrávkách (32). Kromě toho naběhal 453 yardů, rekord stanfordských quarterbacků, z toho tři běhy byly přes 50 yardů. 32 přihrávek na touchdown byl také rekord, když vymazal 27 Johna Elwaye a Stevea Stenstroma. Taktéž 3 791 celkových yardů byl rekord, stejně jako procento zkompletovaných přihrávek (70) a quarterback rating. Za výkony proti Arizoně a Kalifornii byl zvolen Ofenzivním hráčem týdne konference Pac-10.
Andrew mohl od konce sezóny 2010 strávit ještě dva roky na vysoké škole. V té době již byl způsobilý pro Draft NFL 2011, ale 6. ledna 2011oznámil, že zůstane ve Stanfordu, aby dokončil své vzdělání. Mnoho televizních komentátorů a odborníků ho hodnotilo jako nejlepšího quarterbacka ve vysokoškolském fotbalu, magazín Sporting News v prosinci 2010 dokonce předpověděl, že se stane jedničkou Draftu 2011.

### Sezóna 2011
Luck vedl Stanford k bilanci 11-2, 7. místu celkově a účasti ve Fiesta Bowlu. Sám získal Maxwell Award a Walter Camp Award hráč roku. Podruhé za sebou skončil druhý v hlasování o Heismanovu trofej, když se stal čtvrtým hráčem, který skončil dvakrát druhý. Byl jmenován do první all-star týmu All America, stal se Pac-12 ofenzivním hráčem roku, teprve pátým, který byl zvolen dvakrát (předchozími hráči byli John Elway, Charles White, Reggie Bush a Rueben Mayes). Luck vytvořil nové rekordy v počtu kariérních přihrávek na touchdown (82), touchdownových přihrávek za sezónu (37), celkově získaných yardů (10 387) a počtu vítězství jako startující quarterback (31). Pro konferenci Pac-12 stanovil nový rekord v quarterback ratingu (162,8), procentu zkompletovaných přihrávek v kariéře (67) a jedné sezóně (71,3). Za výkon proti Washington State University byl jmenován Ofenzivním hráčem týdne konference Pac-12. Kromě toho obdržel cenu Academic All-America of the Year za rok 2011.

### Statistiky
| 2009   | 162 | 288   | 2,575 | 56.3% | 13 | 4  | 143.5 | 61  | 354 | 5.8 | 31 | 2 | 1 | 11 | 11.0 | 2,929  |
| 2010   | 263 | 372   | 3,338 | 70.7% | 32 | 8  | 170.2 | 55  | 453 | 8.2 | 58 | 3 | 0 | 0  | 0    | 3,791  |
| 2011   | 288 | 404   | 3,517 | 71.3% | 37 | 10 | 169.7 | 47  | 150 | 3.2 | 17 | 2 | 1 | 13 | 13.0 | 3,667  |
| Celkem | 713 | 1,064 | 9,430 | 67.0% | 82 | 22 | 162.8 | 163 | 957 | 5.9 | 58 | 7 | 2 | 24 | 12.0 | 10,387 |

## Profesionální kariéra

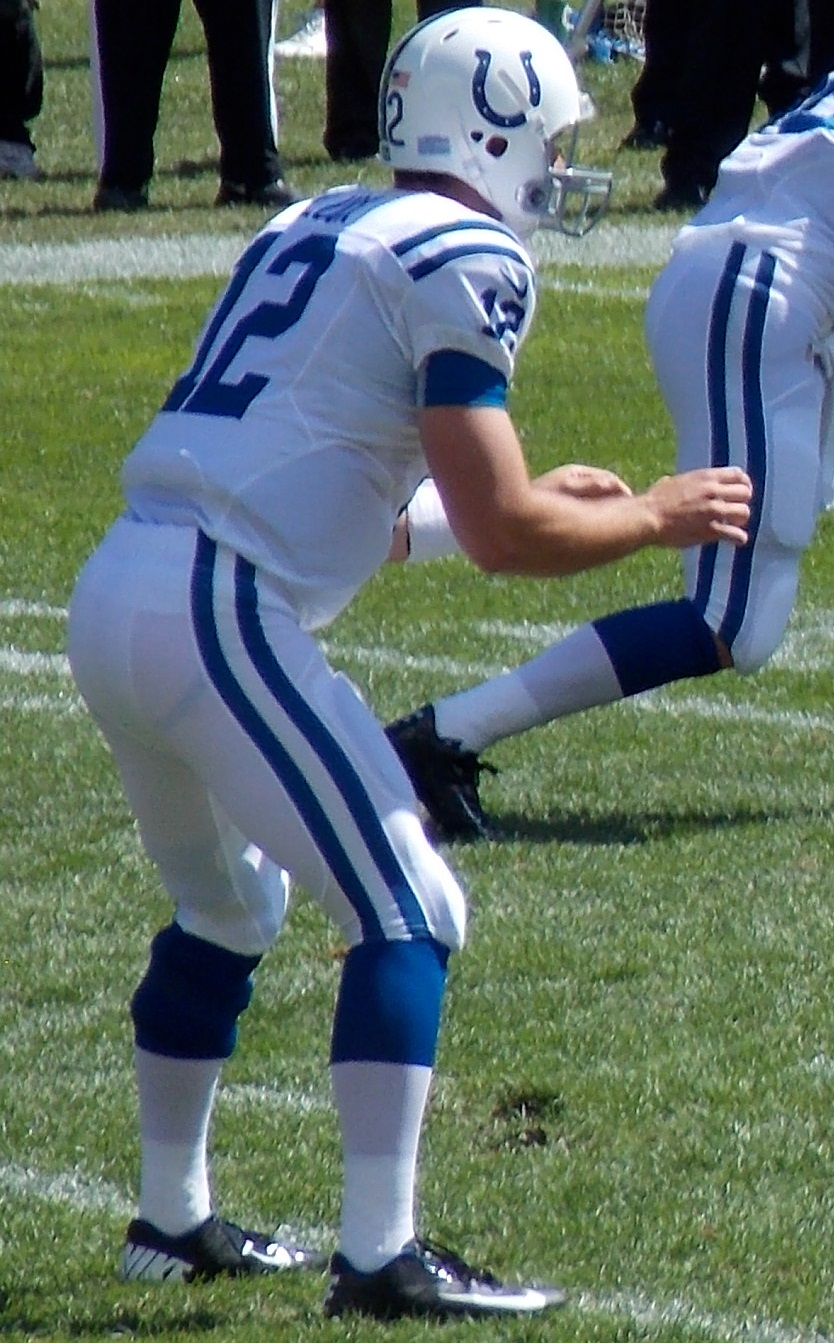
Luck během prvního utkání kariéry v NFL proti Chicagu Bears

### Draft NFL 2012
V září 2010 Tony Pauline z časopisu Sports Illustrated prohlásil, že Andrew Luck je „nejpřipravenější ze všech quarterbacků hrát NFL“. Po skvělé sezóně 2011 mu byla prorokována pozice jedničky Draftu NFL 2011, ale Luck se rozhodl hrát za Stanford ještě jednu sezónu. Okamžitě po Draftu 2011 v květnu byl Luck prohlášen budoucí jedničkou Draftu 2012. V půli sezóny ho Pauline prohlásil za „nejnadějnějšího quarterbacka od Peytona Manninga“ v roce 1998, zatímco Mel Kiper junior z ESPN šel ještě dál, když ho přirovnal k Johnu Elwayovi v roce 1983. A tak, přestože měl Robert Griffin III skvělou sezónu a získal Heismanovu trofej, o pozici jedničky draftu se ani na chvíli nepochybovalo.
V průběhu sezóny NFL 2011 někteří fanoušci začali přezdívat snahám týmů dostat do svých řad právě talentovaného Andrewa Lucka jako „suck for Luck“. V půli sezóny byli žhavými kandidáty na toto „vítězství“ Miami Dolphins, za což si vysloužili kritiku od svého bývalého legendárního quarterbacka Dana Marinoa. Štafetu od nich převzali Indianapolis Colts, kterým se před sezónou zranil Peyton Manning a náhradní quarterbaci si nevedli dobře. Majitel Colts Jim Irsay tak stál před zásadní volbou, jestli si nechat stárnoucího a možná také zraněními sužovaného Manninga, který se již v té době stal hrající legendou, nebo vsadit vše na mladého Lucka. Hodně napovědělo neprodloužení kontraktu s Peytonem v březnu, ale definitivní konec spekulacím učinil 24. dubna generální manažer Colts Ryan Grigson, který prozradil, že se Andrew Luck stane jedničkou draftu. Ten se tak stal čtvrtým quarterbackem Stanfordu, který byl vybrán jako první hráč celkově (po Bobby Garrettovi v roce 1954, Jimu Plunkettovi 1971 a Johnu Elwayovi 1983). Luck byl také druhým quarterbackem Stanfordu, které ho si Colts vybrali (po Elwayovi).
| Parametry před draftem |           |            |                |        |        |          |          |                 |
| Výška                  | Váha      | Délka paží | Velikost rukou | 40 yd  | 20 ss  | 3 kužely | Vert     | Broad           |
| 6 stop 4 palce         | 234 liber | 32 ⅝ palce | 10 palců       | 4.67 s | 4.28 s | 6.80 s   | 36 palců | 10 stop 4 palce |

### Indianapolis Colts

#### Sezóna 2012
19. července 2012 podepsal Andrew Luck čtyřletý kontrakt s Indianapolis Colts na 22 milionů dolarů. To z něj udělalo čtvrtého startujícího quarterbacka Colts za poslední dvě sezóny. V prvním přípravném utkání proti St. Louis Rams skončila Luckova první přihrávka 63-yardovým touchdownem na running backa Donalda Browna, kromě toho přihrál na tři touchdowny wide receiverovi Austinovi Collie. V prvním soutěžním utkání pro Chicagu Bears zkompletoval 23 ze 45 přihrávek pro 309 yardů, jeden touchdown a tři interceptiony, a Colts prohráli 21-41. O týden později si připsal první vítězství za 224 naházených yardů, dva touchdowny a žádnou interception. První velký obrat se mu podařil v pátém týdnu, když poločasovou ztrátu 3-21 proti Green Bay Packers Colts otočili na vítězství 30-27, přičemž Luckem hozenou vítěznou přihrávku na touchdown zachytil 35 sekund před koncem Reggie Wayne. První vítězství venku si připsal v osmém týdnu na hřišti Tennessee Titans 19-13 v prodloužení, které rozhodla přesná přihrávka do rukou Vicka Ballarda. Do konce sezóny nastoupil ve všech šestnácti zápasech a v nich zkompletoval 339 přihrávek z 627 pro 4 374 yardů, 23 touchdownů, a také zaznamenal 62 běhových pokusů pro 255 yardů. Kromě toho si ovšem připsal také 18 interceptionů, 10 fumblů z toho 5 ztracených a 41krát byl sackován. I tak byla jeho první profesionální sezóna hodnocena velmi pozitivně, o čemž svědčí také překonané nováčkovské rekordy NFL:
- Nejvíc získaných pasových yardů v jednom utkání: 433 (proti Miami Dolphins)[23]
- Nejvíc získaných pasových yardů v jedné sezóně: 4 374
- Nejvíc utkání s více než 300 naházenými yardy: 6
- Nejvíc pokusů o přihrávku: 627
- Nejvíc vítězství quarterbacka v první sezóně: 11
- Nejvíc vítězných drivů: 7[24]
- Druhý nováček v historii NFL, který naházel více než 4 000 yardů
- Druhý největší počet získaných yardů celkem

#### Sezóna 2013

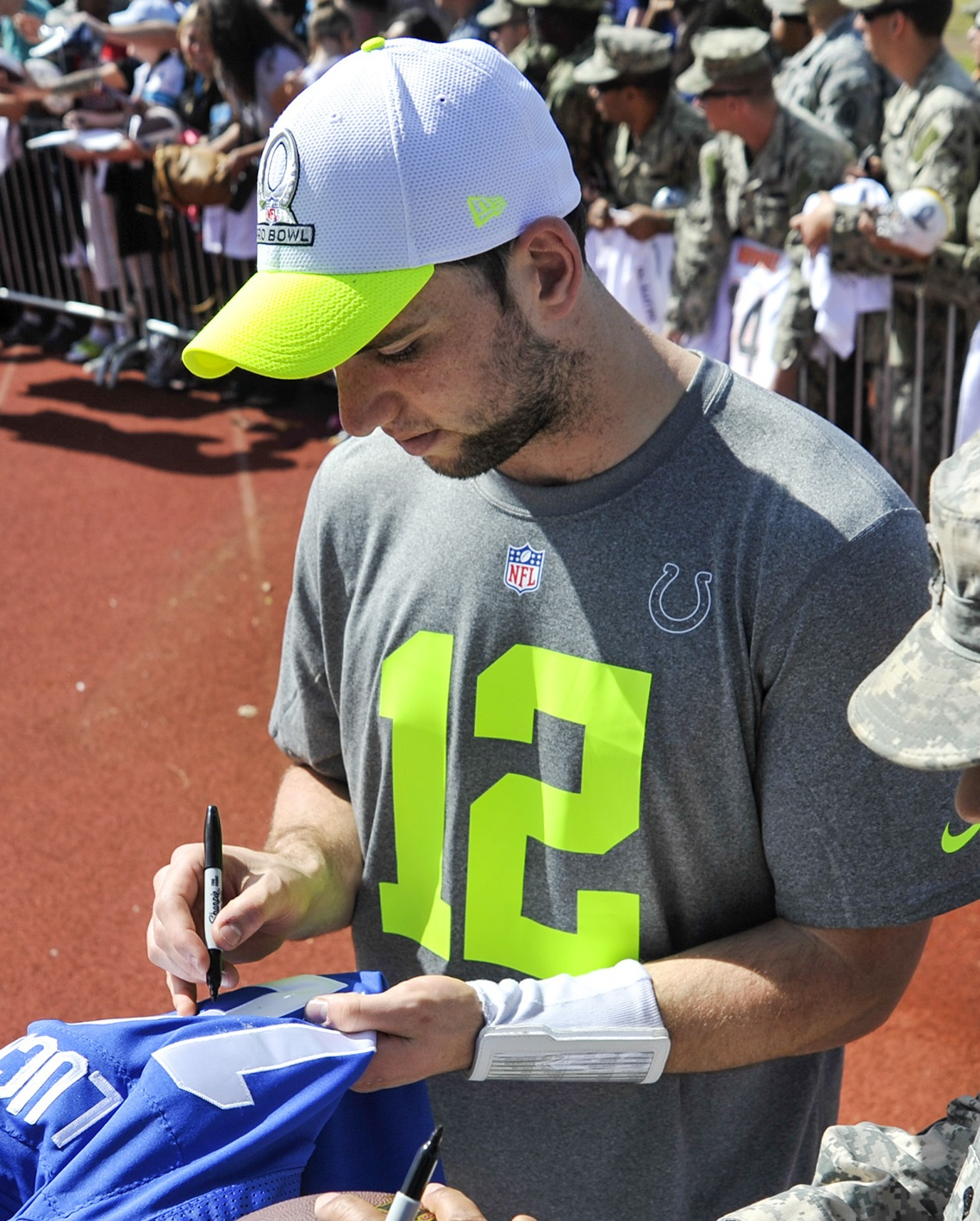
Luck rozdává autogramy během Pro Bowlu 2014

V roce 2013 se Luck opět sešel s ofenzivním koordinátorem Pepem Hamiltonem, který ho vedl už na Stanfordu. Po zdolání Jacksonville Jaguars 37:3 ve čtvrtém týdnu se Luck dostal v prvních dvaceti zápasech na bilanci 14–6, čímž vyrovnal rekord Johna Elwaye. Za svůj výkon proti Broncos, kdy zaznamenal 228 yardů, 3 přihrávky na touchdown, 1 běhový touchdown a žádnou interception byl podruhé v kariéře AFC Ofenzivním hráčem týdne. V 17. týdnu Luck překonal rekord Cama Newtona v počtu naházených yardů v prvních dvou sezónách s 8 196 yardy (Newton jich měl 7 920).
Svůj první domácí play-off zápas odehrál 4. ledna 2014proti pátým nasazeným Kansas City Chiefs. Poté, co Colts v jednu chvíli prohrávali už o 28 bodů, se jim povedl historický obrat a zvítězili 45:44. Luck k tomu přispěl 29 zkompletovanými přihrávkami pro 433 yardů a 4 touchdowny. O týden později Colts prohráli s New England Patriots 22:4, když Luck naházel 331 yardů, 2 touchdowny, ale také 4 interceptiony. Za své výkony byl poté podruhé v kariéře vybrán do Pro Bowlu.

#### Sezóna 2014
Po dvou porážkách v řadě zkompletoval Luck 31 z 39 přihrávek pro 4 touchdowny proti Jacksonville Jaguars a za to byl potřetí v kariéře jmenován AFC Ofenzivním hráčem roku. Po šestém týdnu se Luck usídlil na čele NFL v počtu naházených yardů (1 987) a skórovaných touchdownů (17).

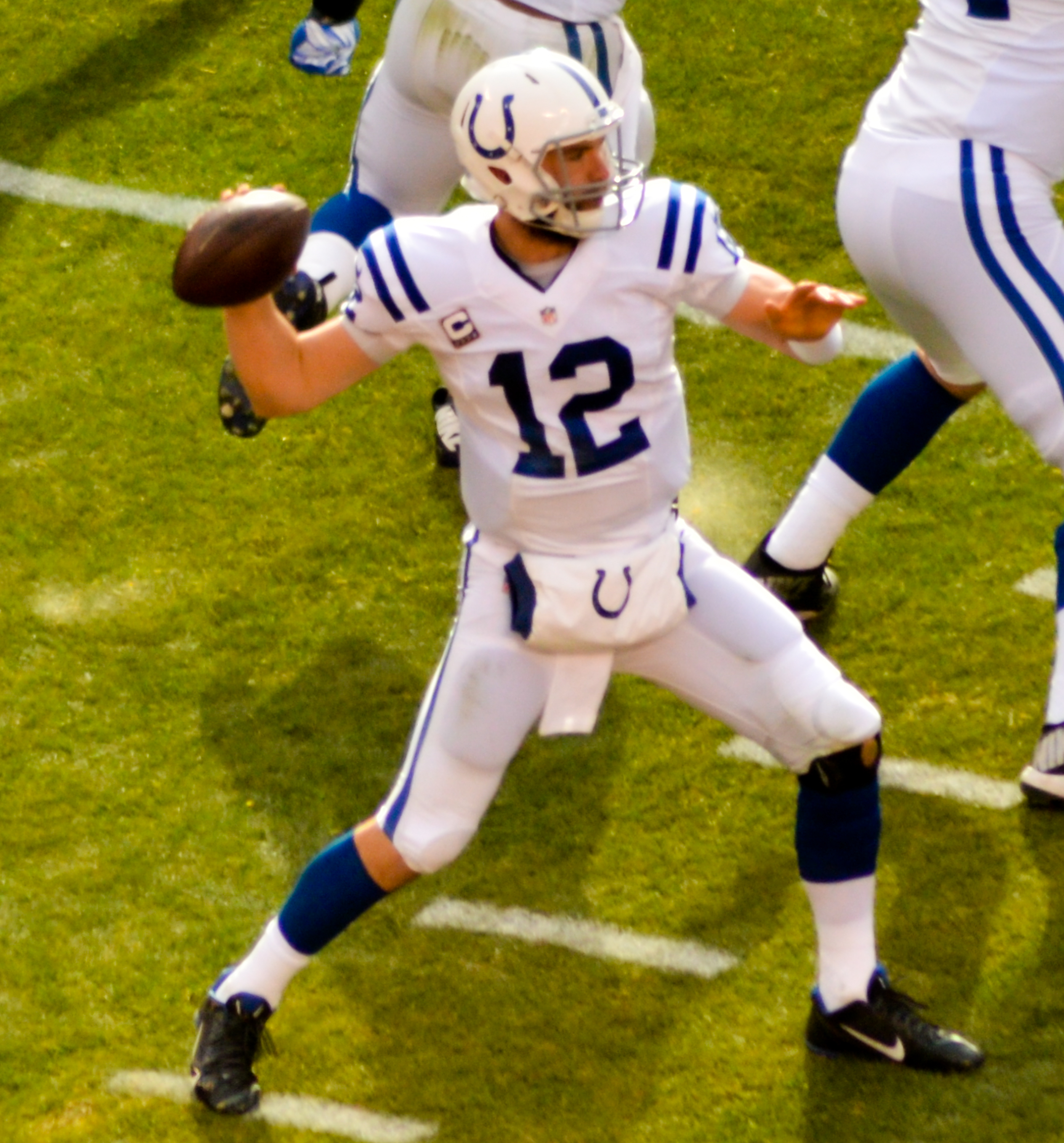
Luck v utkání proti Browns v sezóně 2014

Ve 13. týdnu Luck proti Redskins přihrál na 5 touchdownů, což přispělo k ceně AFC Ofenzivní hráč měsíce listopadu, kterou obdržel. Celkem zaznamenal 1 280 naházených yardů, 12 touchdownů a quarterback rating měl 112,0. Po vítězství v 15. týdnu nad Texans bylo jasné, že Luck potřetí za sebou úspěšně dovede Colts do play-off, za což byl opět nominován do Pro Bowlu. Navíc se stal teprve osmým hráčem v historii NFL, který dokázal v jedné sezóně přihrát na 40 nebo více touchdownů.

#### Sezóna 2015
9. dubna 2015 Colts oznámili, že s Luckem podepsali pětiletý kontrakt, který mu od sezóny 2016 vynese 16,55 milionu dolarů ročně.

### Statistiky

#### Základní část
| Sezóna | Tým                | Zápasy | Zápasy | Zápasy    | Přihrávky | Přihrávky | Přihrávky | Přihrávky | Přihrávky | Přihrávky | Přihrávky | Přihrávky | Přihrávky | Přihrávky | Běhy   | Běhy  | Běhy | Běhy | Fumbly | Fumbly |
| Sezóna | Tým                | OZ     | SH     | Vítězství | Zkomp     | Pokusy    | Proc      | Yardy     | Prů       | TD        | Int       | Sck       | SckY      | Rating    | Pokusy | Yardy | Prů  | TD   | Fum    | Ztrac  |
| ------ | ------------------ | ------ | ------ | --------- | --------- | --------- | --------- | --------- | --------- | --------- | --------- | --------- | --------- | --------- | ------ | ----- | ---- | ---- | ------ | ------ |
| 2012   | Indianapolis Colts | 16     | 16     | 11        | 339       | 627       | 54.1      | 4,374     | 7.0       | 23        | 18        | 41        | 246       | 76.5      | 62     | 255   | 4.1  | 5    | 10     | 5      |
| 2013   | Indianapolis Colts | 16     | 16     | 11        | 343       | 570       | 60.2      | 3,822     | 6.7       | 23        | 9         | 32        | 227       | 87.0      | 63     | 377   | 6.0  | 4    | 6      | 2      |
| 2014   | Indianapolis Colts | 16     | 16     | 11        | 380       | 616       | 61.7      | 4,761     | 7.7       | 40        | 16        | 27        | 161       | 96.5      | 64     | 273   | 4.3  | 3    | 13     | 6      |
|        | Celkem             | 48     | 48     | 33        | 1,062     | 1,813     | 58.6      | 12,957    | 7.1       | 86        | 43        | 100       | 634       | 86.6      | 189    | 905   | 4.8  | 12   | 29     | 13     |

#### Play-off
| Sezóna | Tým                | Zápasy | Zápasy | Zápasy    | Přihrávky | Přihrávky | Přihrávky | Přihrávky | Přihrávky | Přihrávky | Přihrávky | Přihrávky | Přihrávky | Přihrávky | Běhy   | Běhy  | Běhy | Běhy | Fumbly | Fumbly |
| Sezóna | Tým                | OZ     | SH     | Vítězství | Zkomp     | Pokusy    | Proc      | Yardy     | Prů       | TD        | Int       | Sck       | SckY      | Rating    | Pokusy | Yardy | Prů  | TD   | Fum    | Ztrac  |
| ------ | ------------------ | ------ | ------ | --------- | --------- | --------- | --------- | --------- | --------- | --------- | --------- | --------- | --------- | --------- | ------ | ----- | ---- | ---- | ------ | ------ |
| 2012   | Indianapolis Colts | 1      | 1      | 0         | 28        | 54        | 51.9      | 288       | 5.3       | 0         | 1         | 3         | 21        | 59.8      | 4      | 35    | 8.8  | 0    | 1      | 1      |
| 2013   | Indianapolis Colts | 2      | 2      | 1         | 49        | 86        | 57.0      | 774       | 9.0       | 6         | 7         | 4         | 21        | 76.4      | 8      | 50    | 6.2  | 0    | –      | –      |
| 2014   | Indianapolis Colts | 3      | 3      | 2         | 70        | 120       | 58.3      | 767       | 6.4       | 3         | 4         | 1         | 8         | 71.8      | 8      | 57    | 4.5  | 0    | –      | –      |
|        | Celkem             | 6      | 6      | 3         | 147       | 260       | 56.5      | 1,829     | 7.0       | 9         | 12        | 8         | 50        | 70.8      | 20     | 142   | 7.1  | 0    | 1      | 1      |

## Osobní život
17. června 2012 Luck absolvoval Stanfordovu Univerzitu jako bakalář v oboru architektonický design a dostal cenu Ala Masterse, která je dána atletovi roku "za vysoký standard jak ve sportu, tak akademických úspěších." Jeho oblíbeným muzikantem je Bruce Springsteen.
V březnu 2019 se oženil s dlouholetou přítelkyní Nicole Pachancovou, bývalou českou gymnastkou a reprezentantkou.